# 刘彦宗
刘彦宗（1076年—1128年），金朝初年大臣。字鲁开，辽朝、金朝之际大兴宛平（今北京市）人。
祖辈六世仕辽，相继为宰相，辽中京留守刘霄子。辽进士乙科出身。保大二年（1122年），天祚帝败逃夹山（今内蒙古自治区呼和浩特市西北），耶律淳在南京（今北京市）自立为帝，任刘彦宗为燕京留守判官，萧德妃摄政期间，刘彦宗任签书枢密院事，与左企弓等降金。降金后颇受器遇，辅佐完颜宗翰治理汉地，授同中书门下平章事，知枢密院事，加侍中。凡州县之事皆委其裁决。金太宗天会二年（1124年）完颜宗翰大举攻北宋，献十策，兼领汉军都统。曾参与谋议攻开封府（今河南省开封市），劝宗翰等入城后收宋朝图籍、宫中器具，金军虏宋徽宗、宋钦宗北归，是刘彦宗之谋。天会五年（1127年），与完颜宗望还师，留在燕京（今北京）节制诸军，佐完颜宗望治理燕京。次年，刘彦宗死。大定年间，追封兖国公，谥英敏。其子劉筈。

## 延伸阅读
[在维基数据编辑]
 《金史·卷78》，出自脱脱《遼史》